# 알베르트 하이즐러

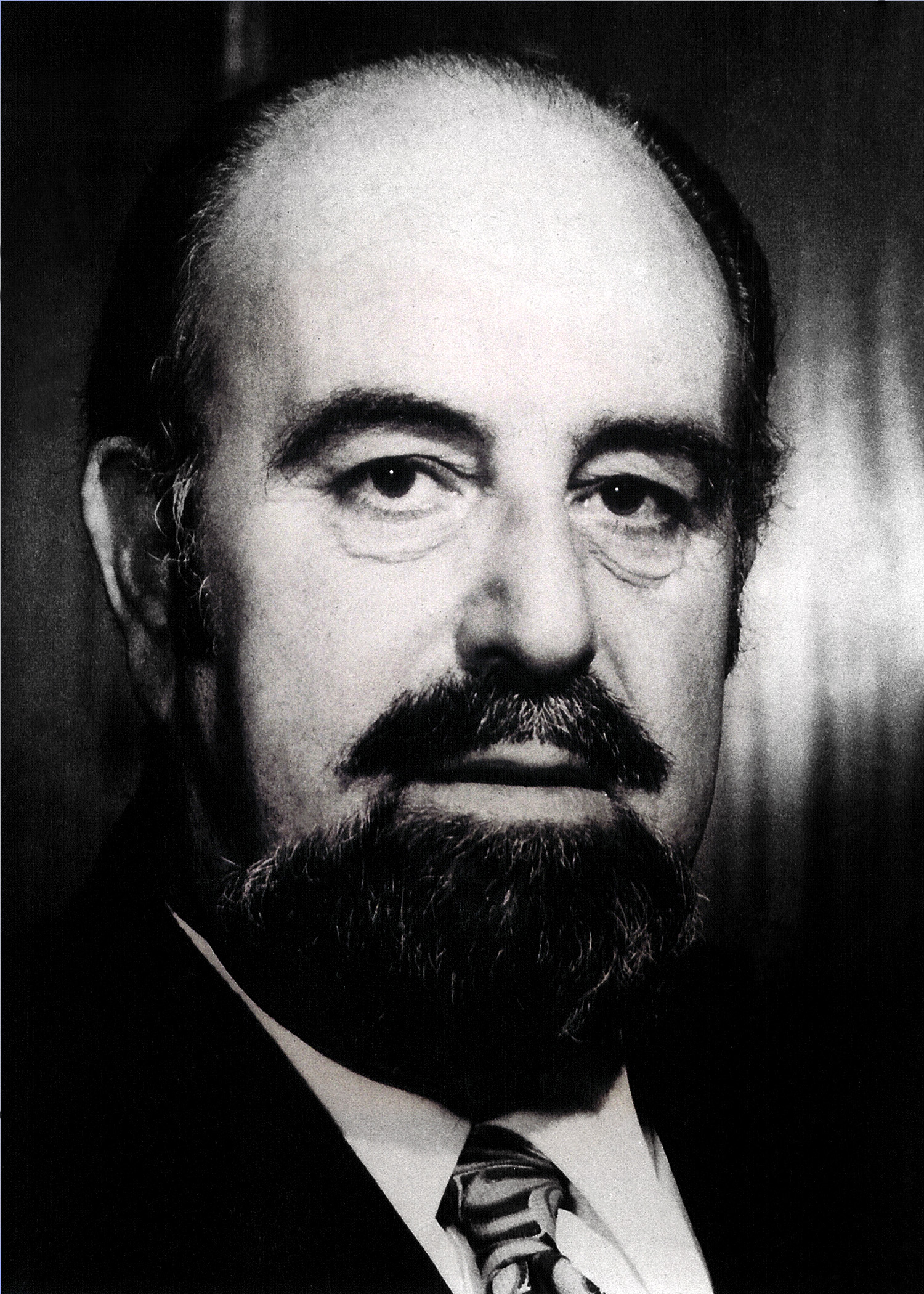
알베르트 하이즐러

알베르트 하이즐러(Albert Hyzler, 1916년 11월 20일 ~ 1993년 10월 26일)는 몰타의 정치인으로, 1981년부터 1982년까지 몰타의 대통령 대행을 하였다.